# Zbór Kościoła Adwentystów Dnia Siódmego w Rybniku
Zbór Kościoła Adwentystów Dnia Siódmego w Rybniku – zbór adwentystyczny w Rybniku, należący do okręgu zachodniego diecezji południowej Kościoła Adwentystów Dnia Siódmego w RP.
Rybnicki zbór adwentystyczny został założony w 1920 r.
Nabożeństwa odbywają się w kościele przy ul. Wodzisławskiej 19a każdej soboty o godz. 9.30.